# Islet Point
Der Islet Point (englisch für Insellandspitze) ist eine Landspitze an der Nordküste Südgeorgiens. Sie liegt auf der Ostseite der Einfahrt zur Carlita Bay, einer Nebenbucht der Cumberland West Bay. Ihr unmittelbar vorgelagert liegt Carlita Island.
Der Name der Landspitze erscheint erstmals 1929 auf einer Karte der britischen Admiralität. Namensgebend ist vermutlich die vorgelagerte Insel.